# 1940 en Italie
Chronologie de l'Italie
- 1936
- 1937
- 1938
- 1939
- 1940
- 1941
- 1942
- 1943
- 1944

## Événements
- 1er février : entrée en vigueur des premières cartes de rationnement pour le sucre et le café[1].

- 18 mars : entrevue entre Hitler et Mussolini au col du Brenner ; Benito Mussolini s'engage à faire entrer l'Italie dans la Seconde Guerre mondiale[2].

- 2 mai : canonisation de Gemma Galgani (1878-1903) par le pape Pie XII[3].

- 4 juin : Mussolini s'autoproclame chef suprême des armées[4].

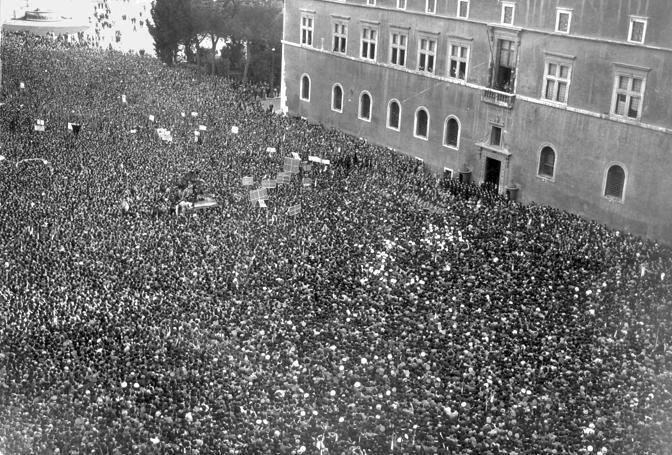
Mussolini, du haut du balcon du Palazzo Venezia, à Rome, annonce la guerre.

- 10 juin : l’Italie déclare la guerre à la France et au Royaume-Uni, malgré l’opposition de l’opinion, du roi et de Ciano[5] ; début de la campagne d’Afrique de l’Est par les Britanniques contre les Italiens à laquelle vont concourir les Belges et les Sud-Africains.
- 14 juin : opération Vado par la marine française contre les ports de Gênes et de Savone[6].
- 20-25 juin : bataille des Alpes ; les troupes italiennes sont arrêtées par l'Armée des Alpes[7].
- 24 juin : armistice de Villa Incisa avec la France[4].
- 28 juin : bataille du convoi Espero[8].

- 4 juillet : les Italiens d’Éthiopie s’emparent de Kassala et Gallabat à la frontière du Soudan anglo-égyptien[9].

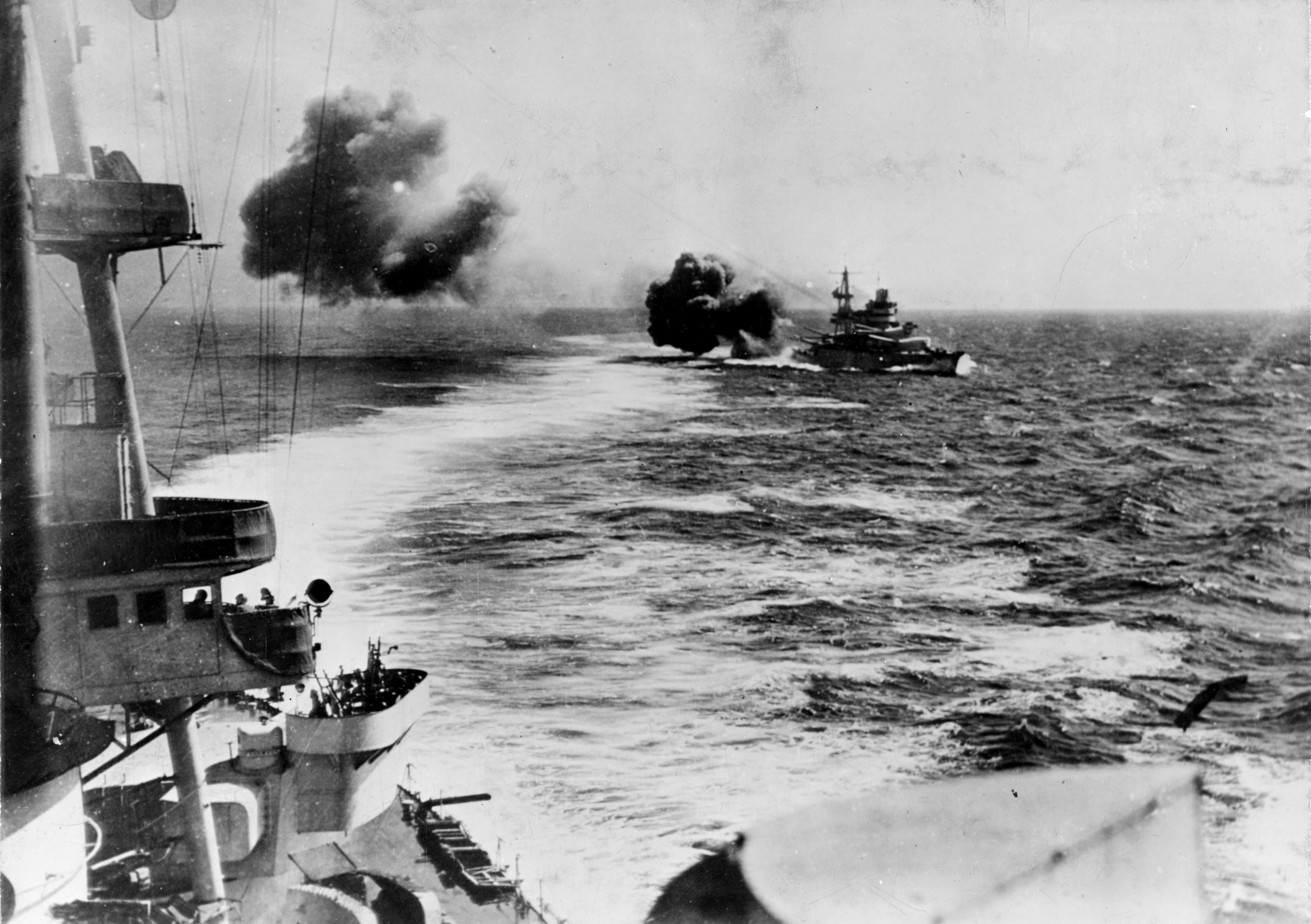
Bataille de Punta Stilo.

- 9 juillet : bataille de Punta Stilo au large de la Calabre, premier affrontement en Méditerranée entre les flottes italienne et britannique[5].
- 15 juillet : les Italiens du duc d’Aoste s’emparent de Moyale à la frontière du Kenya[10].
- 19 juillet : bataille du cap Spada au large de la Crète[5].

- 5-19 août : attaque italienne de la Somalie britannique[11].

- 13 septembre : les forces italiennes sous le commandement du maréchal Rodolfo Graziani envahissent l’Égypte[12].

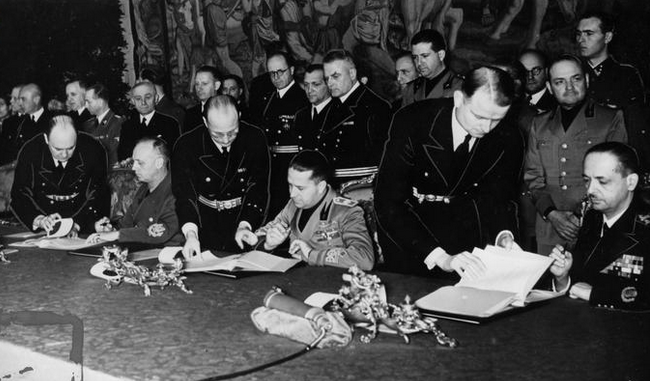
Signature du pacte tripartite

- 27 septembre : pacte tripartite entre le Japon, l’Italie et l’Allemagne dirigé contre les États-Unis et le Royaume-Uni[4].

- 12 octobre : bataille du cap Passero[13].
- 28 octobre : début de la guerre italo-grecque à la suite du rejet de l’ultimatum italien par le dictateur grec Ioánnis Metaxás (Jour du Non). Les Italiens attaquent la Grèce, mais essuient une série de revers (novembre-décembre). Entre-temps, le 9 décembre, les Britanniques lancent une contre-offensive en Libye[4].

- 3 novembre : les Britanniques débarquent en Crète pour appuyer les Grecs contre l’Italie[14].
- 11 - 12 novembre : bataille de Tarente[5].

- L’Italie manque de matières premières (acier, pétrole), de réserves financières et de stocks et dépend des fournitures de matériels de l’Allemagne. L’armée est équipée de fusils modèle 1891, de très peu d’armes automatiques, de canon de 75 et de 100 pris à l’Autriche après la Première Guerre mondiale. La DCA est inexistante et les chars sont inadaptés à la guerre éclair. L’aviation manque d’appareil moderne et de pilotes. Seule la marine est satisfaisante (cuirassés, croiseurs et sous-marins, mais aucun porte-avion). Le haut commandement est convaincu de l’impréparation à la guerre, mais ne fait pas connaître ses réticences au Duce.

## Culture
- 27 mai : le Quartetto Egie (plus tard le Quartetto Cetra) fait ses débuts au Teatro Valle à Rome[15].

### Littérature

#### Livres parus en 1940
- Dino Buzzati : Il deserto dei Tartari (Le Désert des Tartares).

#### Prix et récompenses
- Prix Bagutta : non décerné
- Prix Viareggio : non décerné à cause de la guerre

## Naissances en 1940
- 19 janvier : Paolo Borsellino, magistrat engagé dans la lutte antimafia, assassiné sur ordre de Toto Riina. († 19 juillet 1992)
- 26 janvier : Ettore Spalletti, peintre et sculpteur. († 11 octobre 2019)
- 24 juin : 
  - Maurizio Mosca, journaliste et présentateur de télévision. († 3 avril 2010).
  - Augusto Fantozzi, universitaire et homme politique. († 13 juillet 2019).
- 18 juillet : Luigi Giuliani, acteur. († 21 décembre 2018)
- 7 août : Alberto Sironi, réalisateur de télévision. († 5 août 2019)
- 1er septembre : Franco Bitossi, coureur cycliste.
- 4 septembre : Giulietto Chiesa, homme politique. († 26 avril 2020).
- 14 octobre : Mariolina De Fano, actrice. († 18 août 2020)
- 17 octobre : Agostino Vallini, cardinal, cardinal-vicaire du diocèse de Rome.
- 23 novembre : Gino Santercole, musicien et acteur. († 8 juin 2018)
- 26 novembre : Gianni De Michelis, homme politique. († 11 mai 2019)

## Décès en 1940
- 29 janvier : Nedo Nadi, 45 ans, escrimeur, six médailles d’or aux Jeux olympiques de Stockholm (1912) (fleuret individuel) et à ceux d’Anvers (1920)  (fleuret individuel, sabre individuel, fleuret par équipe, épée et sabre par équipe).  (° 9 juillet 1894)
- 31 mars : Carlo Bugatti, 84 ans, artiste, ébéniste, décorateur, créateur et fabricant de mobilier, de modèles d'orfèvrerie, d'instruments de musique. (° 16 février 1856)
- 28 juin : Italo Balbo, 44 ans, homme politique, militaire et aviateur, ministre de l'aéronautique et gouverneur de la Libye italienne. (° 6 juin 1896).
- 11 octobre : Vito Volterra, 80 ans, mathématicien et physicien. (° 3 mai 1860).